# Анрі Літольф
Анрі́ Ша́рль Літо́льф (фр. Henry Charles Litolff, нар. 6 лютого 1818, Лондон — 6 серпня 1891, Буа-Коломб) — французький піаніст-віртуоз, композитор романтичної музики, капельмейстер, видавець. 1851—1860 років у Брауншвейгу очолював видавництво, яке до 1940 року носило його ім'я.

## Життєпис
Народився 6 лютого 1818 в Лондоні. Його матір була шотландкою, батько — уродженцем Ельзасу. Батько (скрипаль) давав йому перші уроки музики, але вже до 12 років Літольф знайшов собі нового наставника.
Йому вдалося настільки вразити своєю грою піаніста Ігнаца Мошелеса, що той погодився вчити Анрі безкоштовно. В 14 років Анрі вже дава перші концерти.
1835 року Анрі одружився з Елізабет Етерінгтон і переїхав спочатку в Мелен, потім — в Париж.
1839 розлучився з дружиною і переїхав до Брюсселя, а приблизно 1841 року — до Варшави, де очолив театральний оркестр.
1844 Анрі переїхав до Німеччини, де певний час давав концерти і вчив музиці самого Ганса фон Бюлова.
1845 повернувся в Англію. Там планував нарешті формально розлучитися зі своєю дружиною, однак не досяг успіху — його засудили до великого штрафу і відправили до в'язниці.
Згодом він утік з в'язниці і опинився в Нідерландах, де співробітничав з музичним видавцем Готтфрідом Мейєром. Після смерті Мейєра Анрі одружився з його вдовою Джулією. На той час він уже був формально розлучений з Елізабет.
1858 Анрі знову розлучився і переїхав до Парижа.
Помер 6 серпня 1891 в Буа-Коломб.

## Творчість
- Чотири симфонічних концерти для фортепіано й оркестру
- Увертюри «Робесп'єр» і «Жирондисти», кінець 1840-х років

Опери і оперети
- Сальватор Роза, 1845
- Кетрін Говард, 1847
- Кінастська наречена, романтична гранд-опера за Августом Фрідріхом Клінгеманном, 1847
- Родріго Толедський, опера, 1860
- Le Chevalier Nahal ou La Gageure du diable, комічна опера, 1872
- Ящик Пандори, опера буффа, 1871
- Елоїза й Абеляр, комічна опера, 1872
- Спляча красуня, 1874
- Наречена короля Гарбі, комічна опера, 1874
- Мандрагора, за Александром Дюма, 1876
- Тамплієри, опера, 1886
- Летючий ескадрон королеви, комічна опера, 1888
- Король Лір, опера
- скрипковий концерт «Eroica»